# Камберова, Ренета
Ренета Петрова Камберова (болг. Ренета Петрова Камберова, родилась 12 сентября 1990 года в Пазарджике) — болгарская гимнастка (художественная гимнастика), бронзовый призёр Олимпийских игр 2016 года в групповом многоборье, чемпионка мира 2011 года (3 ленты и 2 обруча) и 2014 года (групповое многоборье).

## Биография
Начала заниматься гимнастикой в возрасте 7 лет. Выступила на четырёх чемпионатах мира, дебютировав в 2010 году в Москве (бронза в упражнении с 5 обручами). В 2011 году выиграла чемпионат мира в Монпелье в упражнении с тремя лентами и двумя обручами, а также стала бронзовым призёром в групповом многоборье и в упражнении с 5 мячами. В 2012 году выступила на Олимпиаде в Лондоне, заняв 6-е место в групповом многоборье с болгарской сборной, а также стала двукратной призёркой чемпионата Европы в Нижнем Новгороде (серебро в упражнении с 3 лентами и 2 обручами и бронза в упражнении с 5 мячами).
В июне 2014 года Ренета с командой стала чемпионкой Европы в Баку, победив в упражнении с 10 булавами, а в сентябре выиграла групповое многоборье на чемпионате мира в Измире и заняла 2-е место в упражнении с 3 мячами и 2 лентами, принеся первую с 1996 года победу Болгарии на чемпионатах мира в групповом многоборье. В том же году в финале Кубка мира в Казани она выиграла золотую медаль в упражнении с 3 мячами и 2 лентами и серебряную медаль в упражнении с 10 булавами. 22 декабря 2014 года Камберова и её друзья по сборной получили приз как лучшая команда года в Болгарии. В 2015 году Камберова стала серебряным призёром чемпионата мира в Штутгарте в групповом многоборье и бронзовым призёром в упражнении с 6 булавами и двумя обручами.
В 2016 году Ренета Камберова завоевала бронзовую медаль в групповом многоборье на Олимпиаде в Рио-де-Жанейро: вместе с ней в команде выступали Любомира Казанова, Михаэла Маевска-Величкова, Цветелина Найденова и Христиана Тодорова. Медаль они посвятили гимнастке Цветелине Стояновой, которая по состоянию здоровья была отстранена от тренировок и пропустила Игры, а спустя несколько дней после отстранения чуть не покончила с собой, выпрыгнув из окна своей квартиры в Софии. В том же году Камберова стала бронзовым призёром чемпионата Европы в Холоне (6 булав и 2 обруча), а также победила на этапе Кубка мира в Казани в упражнении с лентами.

## Выступления на Олимпиадах
| Год  | Турнир    | Место          | Музыка                                                         | Дисциплина           | Место в финале | Баллы в финале | Место в отборе | Баллы в отборе |
| ---- | --------- | -------------- | -------------------------------------------------------------- | -------------------- | -------------- | -------------- | -------------- | -------------- |
| 2016 | Олимпиада | Рио-де-Жанейро |                                                                | Групповое многоборье | 3-е            | 35.766         | 7-е            | 34.182         |
| 2016 | Олимпиада | Рио-де-Жанейро | Chateau, Mona Lisa Overdrive, Burly Brawl (Matrix) (Роб Дуган) | 6 булав / 2 обруча   | 3-е            | 18.066         | 5-е            | 16.616         |
| 2016 | Олимпиада | Рио-де-Жанейро | Ювиги хан (Георги Андреев)                                     | 5 лент               | 2-е            | 17.700         | 5-е            | 17.566         |